# Fútbol Club La Unión Atlético
El Fútbol Club La Unión Atlético fue un club de fútbol de España, de la ciudad de La Unión en la Región de Murcia. Fundado en el año 2010, antes de su desaparición militaba en el grupo 4 de la Segunda Federación.

## Historia
El club fue fundado en el año 2010 en San Pedro del Pinatar con el nombre de Fútbol Club Pinatar. En la temporada 2017-18, por motivos de patrocinio, el club se denomina Fútbol Club Pinatar Arena.
En la temporada 2017-18, pese a lograr holgadamente la permanencia en Tercera División de España quedando en sexta posición, el club no puede hacer frente a sus problemas económicos y renuncia a la categoría. El descenso de La Unión Club de Fútbol abre las negociaciones para que el club de San Pedro del Pinatar se traslade a la localidad limítrofe de La Unión, produciéndose un cambio de denominación.
A partir de la temporada 2018-19, el club compite con la denominación de Fútbol Club La Unión Atlético.
En la temporada 2019-20, compite en la Territorial Preferente de la Región de Murcia y en julio de 2020, logra el ascenso a la Tercera División de España, tras vencer en la eliminatoria de ascenso al Mar Menor Fútbol Club "B" por un gol a cero en el partido disputado en Pinatar Arena.
El 4 de junio de 2023, logra el ascenso a la Segunda Federación tras la victoria ante L'Entregu CF por cero goles a dos en Asturias en el partido de vuelta de la eliminatoria de la fase nacional de ascenso a Segunda RFEF, tras empatar a cero, en el partido de ida en el Polideportivo Municipal de La Unión. Antes el club unionense, en la fase final autonómica había vencido al CF Lorca Deportiva, por 0-1 en la prórroga y empatar a cero en el partido de ida.
En la temporada 2023-24 La Unión logró la permanencia en Segunda Federación sin pasar demasiados apuros, aunque mostró algunas señales de problemas institucionales como haber recibido una multa por no contar con médico en un partido.
En la temporada 2024-25 el equipo firmó una temporada histórica, finalizando en segunda posición del Grupo 4 apenas un punto por debajo del campeón de grupo, el Juventud de Torremolinos CF, por lo que el equipo blanquiazul llegó a la última jornada de la temporada con opciones de ascenso directo a Primera Federación. Sin embargo, en la promoción de ascenso La Unión fue apeada en la primera eliminatoria por el Torrent CF, terminando con el sueño de la promoción de categoría.
Al finalizar la temporada 2024-25 Julián Luna, presidente del club, inició el proceso de mudanza del equipo debido a la falta de ayudas por parte del Ayuntamiento y el empresariado local de La Unión. Para la nueva sede la directiva del Atlético eligió a Málaga debido a que en enero de 2025 un grupo de inversores de la ciudad habían aportado financiación al club con el objetivo de asegurar su continuidad y una ventaja en un futuro traslado de ubicación. Finalmente, a principios del mes de julio se presentó el nuevo proyecto denominado Club Deportivo Unión Malacitano, terminando con la historia de La Unión Atlético.

## Uniforme
- Uniforme titular: Camiseta blanquiazul a rayas verticales, pantalón azul y medias azules.
- Uniforme alternativo: Camiseta carmesí, pantalón carmesí, medias carmesíes.

## Estadio
El F. C. La Unión Atlético juega sus partidos en el Estadio Municipal La Unión, inaugurado el 7 de enero de 1973. Cuenta con una capacidad de 3000 espectadores y es de césped artificial.

## Cronología de los entrenadores
- 2019-2024 Manuel Palomeque.
- 2024: Fran Alcoy.
- 2024-actualidad: José Miguel Campos.

## Datos del club
- Temporadas en Primera División: 0
- Temporadas en Segunda División: 0
- Temporadas en Primera Federación: 0
- Temporadas en Segunda Federación: 1
- Temporadas en Tercera Federación: 2
- Temporadas en Tercera División: 6